# 石上智康
石上 智康（いわがみ ちこう、1936年 - ）は浄土真宗本願寺派の僧侶である。千葉県君津市光明寺住職。2010年代から長きにわたり総長を務めていた人物である。

## 略歴[1]
1936年、東京都生まれ。
東京大学印度哲学科修士課程修了。
敦賀女子短期大学教授、浄土真宗本願寺派宗会議員、同議長、財団法人全日本仏教会理事長、日本宗教連盟理事、文化庁宗教法人審議会委員、浄土真宗本願寺派総長、武蔵野大学理事長、龍谷大学理事長などを歴任。
2002年1月には、キリスト教やイスラム教、仏教など世界12宗教の指導者が一堂に会する「世界平和祈りの日」の集いに全日本仏教会理事長として参加。
バチカンでのフォーラム『世界平和に向けた宗教の貢献』で日本の仏教界を代表して講演を行う。
2023年5月に本願寺派総長を辞任、後任に池田行信が就任する。
2024年12月の本願寺派宗会議員の任期満了に伴う総選挙には立候補せず、宗会議員を退任する。同月、特別宗会の総長再選挙に際し、門主の大谷光淳から池田とともに候補者として指名されるも、落選した。

## 主な著書[1]
- 『生きて死ぬ力』（中央公論新社）
- 『生きていく 救われていく』（徳間書店）
- 『「この世」と「あの世」を結ぶことば 〜仏教の智慧を生きる』（徳間書店）
- 『いまのあなたのままでいい』（共著・徳間書店）

## 外部サイト
- 浄土真宗本願寺派君津光明寺 - 石上が住職として務めている寺院。